# Eucalyptus willisii
Eucalyptus willisii là một loài thực vật có hoa trong Họ Đào kim nương. Loài này được Ladiges, Humphries & Brooker mô tả khoa học đầu tiên năm 1983.